# Eragrostis spicata
Eragrostis spicata är en gräsart som beskrevs av George Vasey. Eragrostis spicata ingår i släktet kärleksgrässläktet, och familjen gräs. Inga underarter finns listade i Catalogue of Life.